# 100Base-T4
100BASE-T4 – jeden ze standardów FastEthernetu wykorzystujący do transmisji wszystkie 4 pary przewodów miedzianych skrętki. Do transmisji wymagana jest co najmniej skrętka Cat 3 lub lepsza. Kabel zakończony jest złączem 8P8C. Zastosowanie tych mediów podyktowane jest powszechnością i łatwością instalacji.
Do kodowania sygnałów zastosowano algorytm 8B/6T, który został zaprojektowany w celu umożliwienia wykorzystania skrętki Cat 3 do transmisji z prędkością 100Mb/s. Kodowanie 8B/6T polega na zamianie sekwencji 8 znaków dwustanowych na 6 bitów trójstanowych.

## Wykorzystanie przewodów
Wykorzystanie poszczególnych par przewodów przedstawione jest na rysunku obok:
Detekcja kolizji jest realizowana na parach TX_D1 i RX_D2 w podobny sposób jak w 10BASE-T. Pozostałe trzy pary są używane do transmisji danych.